# John Hamilton Gray (homme politique, 1811-1887)
Pour les articles homonymes, voir John Hamilton Gray et Gray.
John Hamilton Gray (14 juin 1811 - 13 août 1887) est un homme politique prince-édouardien. Il était premier ministre de l'Île-du-Prince-Édouard à l'époque de la conférence de Charlottetown.